# Okidaitō
Okidaitō (沖大東島?, Okidaitō-jima) è un'isola disabitata dell'arcipelago delle isole Daitō, in Giappone.

## Storia
L'isola è disabitata dalla metà degli anni quaranta del Novecento. Dal 1956 invece l'isola è stata utilizzata come poligono di tiro dalla United States Navy.